# Tabaré Vázquez
Tabaré Ramón Vázquez Rosas (Montevideo, 1940. január 17. – Montevideo, 2020. december 6.) uruguayi politikus és orvos. 2005 és 2010, majd 2015 és 2020 között Uruguay elnöke. Ő volt egyben a Frente Amplio (Széles Front) politikai szervezet egyik vezetője is.
Ő volt az első baloldali jelölt, aki komolyabb választási pozíciót töltött be, amikor 1989-ben Montevideo polgármestere lett és 2004-ben (két korábbi kísérlet után) köztársasági elnöknek választották. Ezzel megtörte a tradicionális pártok, a Partido Colorado (Színes Párt) és a Partido Nacional (Nemzeti Párt) hegemóniáját.

## Élete

### Származása, iskolái és korai pályafutása
Tabaré Ramón Vázquez Rosas 1940. január 17-én született Montevideo egyik külvárosában, a "La Teja" nevű munkásnegyedben, gallego származású családban. 1969-ben a köztársasági egyetemen orvosi diplomát szerzett, valamint 1972-ben onkológusi és radiológusi végzettséget szerzett. A családi tragédiák (szülei és testvére is rákban hunytak el) jelentősen hozzájárultak pályaválasztásához. 1976-ban a francia kormány ösztöndíjával további tanulmányokat folytatott a rákkutatás területén a párizsi Gustave Roussy Intézetben. Tanulmányai kezdetén a Partido Socialista (Szocialista Párt) tagja lett, amelyet 1910-ben alapítottak egy jelentéktelen marxista szervezetként.
A párt 1971-ben egyesült a hírhedt Movimiento Nacional de Liberación-Tupamaros-szal (felszabadítás-Tupamaros nemzeti mozgalommal), amely városi guerilla mozgalmat szervezett és egyéb, kisebb pártokkal egyesülve megalakították a Frente Ampliót (Széles Frontot). Ennek az elnöki tisztségére Líber Seregni tábornokot nevezték ki. 1973. június 27-én a hadsereg Tupamaros elleni fegyveres beavatkozása és az azt követő katonai puccs után a baloldali erőket visszaszorították és ennek következtében Tabaré Vázquez-nek is fel kellett függesztenie a politikai tevékenységét.
A demokrácia helyreállítása után, 1985-ben harcot folytatott azon amnesztia törvénytervezet ellen, amely a hadsereg és a rendőrség tagjait érintette volna. Ezt végül a parlament jóváhagyta. Bár 1987-től a Partido Socialista központi bizottságának tagja volt, esetenként a pártétól eltérő véleményt képviselt. Ilyen volt az is amikor ellenezte az abortusz legalizálását is biológiai, filozófiai és emberi alapon. 1989 novemberében a baloldali Frente Amplio (Széles Front) támogatásával Montevideo polgármestere lett, amivel a figyelem központjába került.

### Indulásai az elnökválasztásokon
1994 novemberében az Encuentro Progresista („Haladó Találkozás”) nevű koalíció jelöltjeként (melynek tagja volt a Frente Amplio is) indult először az elnökválasztáson, amelyen a harmadik helyen végzett 30,6%-kal. 1999. október 31-én, második nekifutásra nagyobb sikert ért el, amikor az első körben 40,11%-kal a legtöbb szavazatot kapta. Bár ez meglehetős baloldali sikernek tekinthető, a második fordulóban ellenfelei egyesítették erőiket, így a Partido Colorado jelöltje, Jorge Batlle 51,59%-ot ért el és megnyerte a választásokat.
1996 decemberében, a harmadik kongresszuson megválasztották a Frente Amplio elnökének Seregni lemondása után. Ezt követően ideológiai változtatásokat hajtott végre a szociáldemokrácia irányába, aminek következtében konfrontálódott a párt radikális tagjaival.
2004-ben a Frente Amplio és az Encuentro Progresista (Haladó Szövetség) közös jelöltjeként megszerezte a szavazatok 50,45 százalékát.

### Első elnöksége

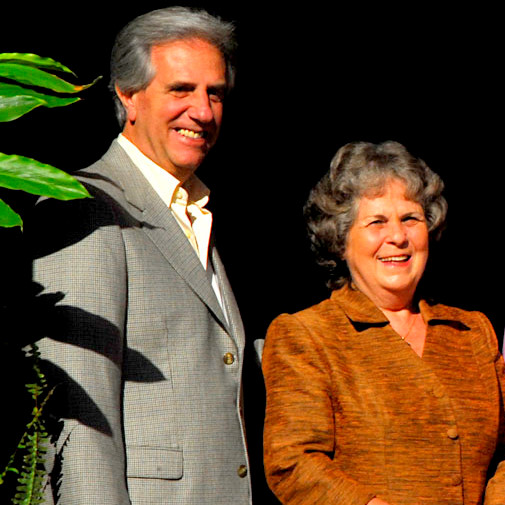
Tabaré Vázquez és házastársa, María Auxiliadora Delgado

Tabaré Vázquezt 2005. március 1-jén iktatták be. Elnökségének legjelentősebb eredményei között van a mélyszegénység elleni kétszázmillió dolláros nemzeti segélyterv megvalósítása, a gazdaság fejlesztése és az 1973-tól 1985-ig tartó jobboldali diktatúra alatt elkövetett emberi jogi sérelmek orvoslása. Vázquez első elnöksége alatt javult a szegények egészségügyi ellátása, bár az ehhez szükséges személyijövedelemadó-emelés ellenállásba ütközött. Megnyílt az örökbefogadás lehetősége az azonos nemű párok előtt.
2008-ban a katolikus Vázquez szembefordult pártjával, amikor a törvényhozásban a szocialisták megszavazták az abortusz legalizálását. Az elnök kilépett az Uruguayi Szocialista Pártból és megvétózta a törvényt.
Az uruguayi alkotmány nem teszi lehetővé, hogy a hivatalban lévő elnök induljon az újraválasztásért, és 2010-ben José Mujica lett az elnök, szintén a Frente Amplio és az Encuentro Progresista támogatásával.

### Második elnöksége
Tabaré Vázquez 2014-ben ismét indult az elnökválasztáson, és a Frente Amplio támogatásával győzelmet aratott a konzervatív Luis Lacalle Pou felett. Az elnök – aki onkológus, és elnöksége idején is ellátott betegeket heti egy napon – élére állt a dohányzás visszaszorítását célzó kezdeményezéseknek. Vázquez mindkét elnöksége alatt hathatós törvények és rendeletek születtek a kérdésben, és Uruguay ezzel kivívta a nemzetközi orvosi közösség elismerését. Az elnök második mandátuma 2020 márciusában ért véget. Utódja Luis Lacalle Pou lett.

## Halála
Tabaré Vázquez 2020. december 6-án tüdőrákban hunyt el. Halála után Lacalle Pou elnök háromnapos nemzeti gyászt rendelt el.